# ليتيجا
ليتيجا (بالإنجليزية: Municipality of Litija)‏ هي municipality of Slovenia تقع في سلوفينيا في . يقدر عدد سكانها بـ 14,830 نسمة ومساحتها 221 كم2 .